# Henry Morgan
Pour les articles homonymes, voir Morgan.
Henry Morgan (Harri Morgan en gallois) est un corsaire gallois né vers 1635 et mort le 25 août 1688.
Ses origines exactes sont inconnues, tout comme la manière dont il arrive dans les Caraïbes. Muni d'une lettre de marque fournie par le gouverneur de la Jamaïque Thomas Modyford, il s'illustre dans la deuxième moitié des années 1660 par une série d'attaques contre les positions espagnoles dans la région. Il pille Puerto del Principe, sur l'île de Cuba, en 1667, puis Porto Bello, au Panama, en 1668, les rives du lac de Maracaibo, au Venezuela, en 1669, et la ville de Panamá en 1671. Ces expéditions lui rapportent une fortune qu'il utilise pour acheter plusieurs plantations en Jamaïque.
En 1672, Morgan est arrêté et envoyé à Londres dans un contexte d'apaisement des relations anglo-espagnoles. Il conserve cependant la faveur du roi Charles II, qui le fait Knight Bachelor en 1674 et le renvoie en Jamaïque comme gouverneur adjoint de l'île. Il assure à plusieurs reprises le gouvernement de l'île par intérim au cours des années qui suivent, mais ses rivaux politiques obtiennent son exclusion des affaires en 1683. Il rentre en grâce peu avant sa mort, en 1688.
L'image posthume de Morgan est très influencée par son ancien compagnon Alexandre-Olivier Exquemelin, qui le dépeint sous un jour très sombre dans son Histoire d'avanturiers qui se sont signalez dans les Indes. Il reste l'un des plus célèbres pirates des Caraïbes et sa vie a inspiré plusieurs romans et films.

## Contexte
Les Caraïbes du XVIIe siècle offrent plusieurs opportunités de s'enrichir rapidement pour les jeunes hommes. La culture du sucre exige des investissements considérables pour que son exportation soit rentable, mais le commerce et le pillage des richesses espagnoles constituent d'autres possibilités pour les gens de basse extraction. Les corsaires sont des marins ayant reçu des lettres de marque du gouvernement de leur pays qui les autorise à s'en prendre aux navires et aux biens d'États ennemis.

## Biographie

### Origines
Les origines de Henry Morgan (Harri Morgan en gallois) sont nébuleuses. Il est natif de Llanrumney ou de Pencarn, deux villages du pays de Galles méridional situés entre Cardiff et Newport, dans le comté historique du Monmouthshire. Il déclare sous serment être âgé de 36 ans en novembre 1671, ce qui situerait sa naissance vers 1635. Bien que son testament mentionne des membres éloignés de sa famille, l'identité de ses parents est inconnue ; son père pourrait être un fermier nommé Robert Morgan. De son propre aveu, il quitte l'école à un jeune âge et manie « davantage la pique que le livre ».
La manière dont Henry Morgan arrive dans les Caraïbes est inconnue. Il pourrait avoir fait partie de l'expédition (Western Design) envoyée par Oliver Cromwell sous les ordres de Robert Venables en 1654 ou avoir payé son voyage en travaillant comme apprenti auprès d'un coutelier pendant trois ans. D'après Richard Browne, qui travaille comme chirurgien aux côtés de Morgan en 1670, il se serait rendu dans les Antilles peu après la prise de la Jamaïque par les Anglais en 1655 en tant que « libre gentilhomme ». Une dernière possibilité serait qu'il ait été enlevé enfant à Bristol pour être vendu comme esclave à la Barbade.

### Débuts comme corsaire
Morgan fait probablement partie des corsaires dirigés par Christopher Myngs qui mènent des raids sur les villes espagnoles des Antilles et d'Amérique centrale au début des années 1660. Bien que les deux pays soient en paix depuis la fin de la guerre anglo-espagnole de 1654-1660, le roi Charles II demande au gouverneur de la Jamaïque Thomas Hickman-Windsor de continuer à presser les Espagnols militairement pour consolider la présence anglaise dans la région. Lorsque la flotte de Myngs attaque Santiago de Cuba et pille Campeche en 1663, Morgan est vraisemblablement le capitaine d'un de ses navires,,.
Thomas Modyford est nommé gouverneur de la Jamaïque en février 1664. Il est censé réduire les activités des corsaires et émet une proclamation en ce sens le 11 juin, mais des considérations économiques l'incitent à faire marche arrière avant la fin du mois. La Jamaïque sert de base arrière à environ 1 500 corsaires et les liquidités qu'ils y ramènent sont vitales pour l'économie locale, les plantations étant encore en plein développement. Ainsi, Modyford est agréablement surpris lorsque Henry Morgan, John Morris (en) et Jacob Fackman (en) rapportent un butin considérable d'une expédition de pillage en Amérique centrale à Port Royal en août 1665,. Les faits et gestes de Morgan au cours des deux années qui suivent ne sont pas documentés dans les sources d'époque, à l'exception de son mariage avec sa cousine Mary Morgan, fille d'Edward Morgan, le gouverneur adjoint de la Jamaïque. Célébré au début de 1666 à Port Royal, ce mariage permet à Henry Morgan d'entrer dans les hautes sphères de la société jamaïcaine.
D'après H. R. Allen, Morgan passe l'année 1666 comme second du capitaine Edward Mansvelt. Celui-ci a reçu une lettre de marque pour attaquer l'île hollandaise de Curaçao, mais il choisit de ne pas attaquer Willemstad, la principale ville de l'île, soit parce qu'elle est trop bien défendue, soit parce que les perspectives de butin sont trop minces, et il préfère s'en prendre à Cartago, capitale du Costa Rica espagnol,. En revanche, Jan Rogoziński et Stephan Talty estiment que Morgan ne quitte pas la Jamaïque en 1666 et qu'il prend en charge la milice de Port Royal et la défense de l'île en supervisant les premières étapes de la construction de Fort Charles (en),. C'est en tout cas vers cette date qu'il fait l'acquisition de sa première plantation en Jamaïque.

### Le sac de Puerto del Principe (1667)

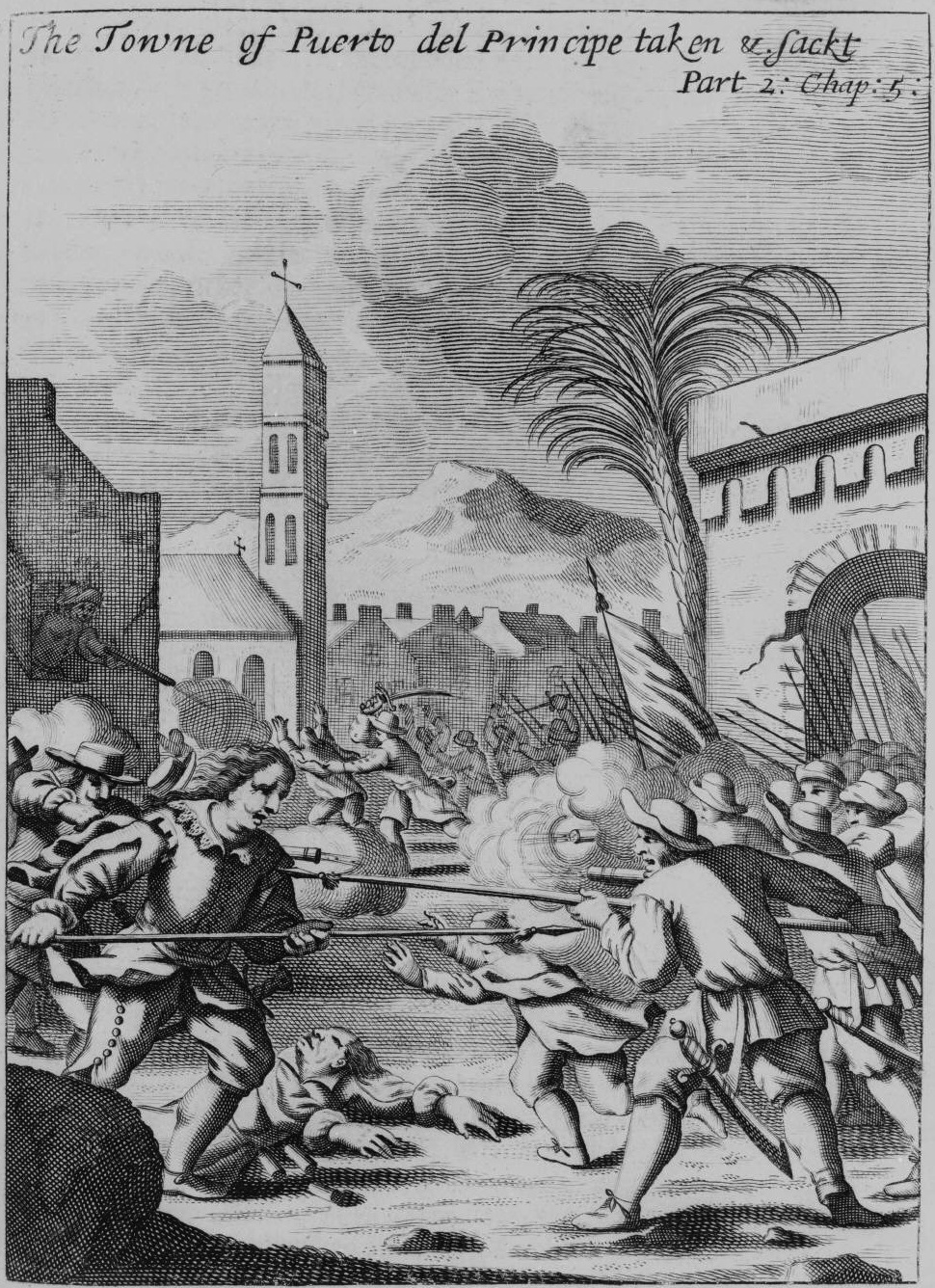
Le sac de Puerto del Principe.

Les relations diplomatiques entre l'Angleterre et l'Espagne se dégradent en 1667. L'éventualité d'une invasion de la Jamaïque pousse Modyford à faire appel à des corsaires contre les Espagnols. Morgan reçoit ainsi une lettre de marque l'autorisant à capturer des sujets espagnols pour en apprendre davantage sur leurs desseins vis-à-vis de l'île. Titré amiral, il rassemble dix navires et 500 hommes en janvier 1668, rejoints ensuite par deux navires et 200 Français venus de l'île de la Tortue,.
Si Morgan peut attaquer des navires espagnols en mer, sa lettre de marque ne l'autorise pas à s'en prendre à des cibles sur la terre ferme. Néanmoins, de telles attaques seraient plus lucratives pour lui dans la mesure où il n'aurait pas à en partager le butin avec les autorités. Elles seraient en outre justifiées s'il fournit des preuves d'une éventuelle attaque espagnole. Morgan envisage dans un premier temps d'attaquer La Havane, mais elle est trop bien défendue. Il se rabat sur Puerto del Principe (Camagüey), à 80 km à l'intérieur des terres. Morgan et ses hommes pillent la ville, mais récoltent un butin moindre que ce qu'ils espéraient,. Morgan justifie après coup l'attaque de Puerto del Principe en affirmant avoir des preuves que les Espagnols envisageaient d'attaquer les possessions anglaises.

### La prise de Porto Bello (1668)
Après le partage du butin de Puerto del Principe, Morgan annonce qu'il compte attaquer Porto Bello, au Panama, l'une des plus grandes villes espagnoles d'Amérique centrale, située sur une grande route commerciale entre les colonies espagnoles et la métropole. Du fait de son importance économique, elle est protégée par deux forteresses au niveau du port et une troisième dans la ville même. Mécontents du partage du butin et de l'exécution d'un des leurs, ordonnée par Morgan à la suite d'une rixe ayant causé la mort d'un marin anglais, les 200 Français de son équipage quittent la flotte pour rentrer sur l'île de la Tortue.
Après une escale à Port Royal, Morgan prend la direction de Porto Bello. Il jette l'ancre au large du port le 11 juillet 1668 et transfère ses hommes dans 23 canoës pour rejoindre la côte à la rame. Ils débarquent à 5 km de leur cible et marchent jusqu'au premier fort, qu'ils atteignent une heure avant l'aube. Il leur faut peu de temps pour s'emparer des trois forteresses et de la ville,. Les corsaires n'ont à déplorer que 18 morts et 32 blessés. L'attaque témoigne des talents de Morgan comme commandant militaire.
D'après l'Histoire d'avanturiers qui se sont signalez dans les Indes d'Alexandre-Olivier Exquemelin, Morgan se sert de moines et de religieuses comme boucliers humains pendant l'assaut sur le troisième fort de Porto Bello. Lorsque son livre est traduit en anglais, Morgan lui intente un procès en diffamation qu'il remporte. Ce passage disparaît des éditions ultérieures de la version anglaise du livre.

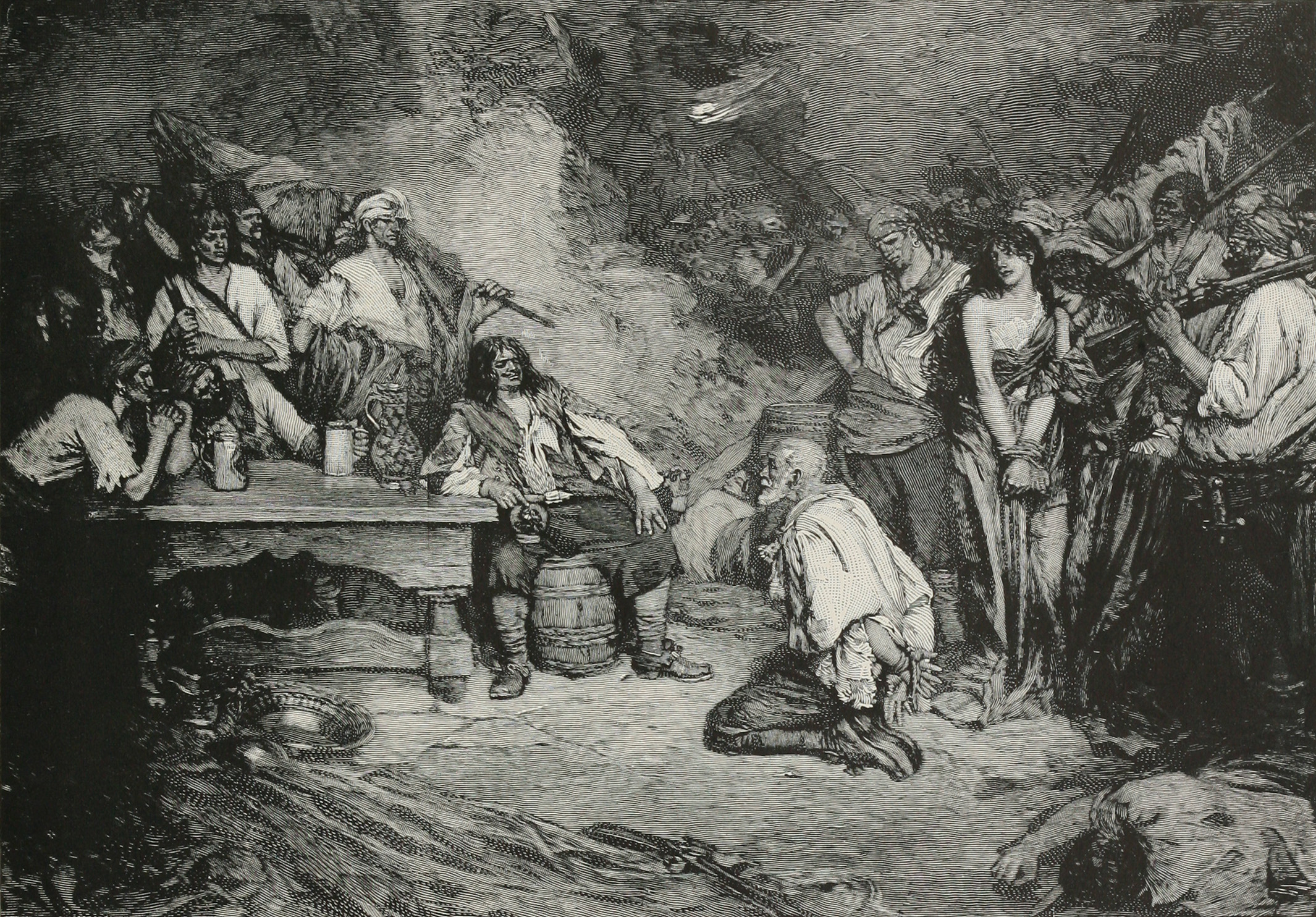
Morgan à Portobelo.

Morgan et ses hommes occupent Porto Bello pendant un mois. La ville est pillée de fond en comble et les corsaires ont vraisemblablement recours à la torture pour que les citadins avouent leurs cachettes, mais aucun témoignage de première main ne vient confirmer les histoires de viols et de débauche rapportées par Exquemelin. Morgan écrit à Don Agustín, gouverneur intérimaire du Panama, pour réclamer une rançon de 350 000 pesos en échange de la ville. Don Agustín tente de la reprendre par la force, mais son armée de 800 hommes est repoussée par les corsaires. Il parvient à négocier une rançon de seulement 100 000 pesos.
Une fois la rançon versée, Morgan rentre à Port Royal avec un butin estimé entre 70 000 et 100 000 livres, soit davantage que les revenus annuels de l'agriculture jamaïcaine ou près de la moitié de celle des exportations de sucre barbadiennes. Chaque membre de son équipage reçoit 120 livres, cinq ou six fois le salaire annuel moyen d'un marin de l'époque. 5 % du butin reviennent à Morgan et 10 % à Modyford,. Celui-ci écrit à Londres qu'il a « réprimandé » Morgan pour avoir outrepassé les limites de sa lettre de marque, mais ni le gouverneur, ni le corsaire ne reçoivent de blâme officiel et Morgan est considéré comme un héros national dans son pays natal.

### L'attaque sur le lac de Maracaibo (1669)
Morgan ne s'attarde pas à Port Royal et repart dès le mois d'octobre 1668 avec dix navires et 800 hommes vers le point de rendez-vous de l'Île-à-Vache. Il compte attaquer Carthagène des Indes, la plus grande et la plus prospère des villes espagnoles sur le continent. En décembre, sa flotte est rejointe par l'Oxford, une ancienne frégate de la Royal Navy envoyée à Port Royal pour la défense de la Jamaïque. Molyford l'envoie à Morgan, qui en fait son vaisseau amiral. Le 2 janvier 1669, alors qu'il préside une réunion de tous ses capitaines à bord de l'Oxford, une étincelle dans les réserves de poudre détruit le navire et cause la mort de plus de 200 marins,,. Morgan et les capitaines assis de son côté de la table sont projetés à l'eau et survivent, mais les quatre capitaines assis de l'autre côté sont tous tués,.
La perte de l'Oxford met un terme au projet d'attaque sur Carthagène. L'un des capitaines français au service de Morgan le convainc de se tourner vers les villes de Maracaibo et Gibraltar (en), sur le lac de Maracaibo, qui ont déjà été pillées par François l'Olonnais deux ans plus tôt. Entre-temps, les Espagnols ont édifié la forteresse de San Carlos de la Barra (en) pour défendre l'entrée du lac, mais sa garnison se limite à neuf hommes. Morgan et ses hommes débarquent sur la plage, couverts par le feu du navire amiral, la Lilly, et s'emparent sans coup férir de la forteresse, désertée par ses défenseurs. Ces derniers ont allumé une mèche pour faire sauter les barils de poudre, mais Morgan s'empresse de l'éteindre. Les corsaires neutralisent les onze canons de la forteresse pour qu'ils ne puissent pas être utilisés contre eux à leur retour.
Les habitants de Maracaibo ayant été prévenus par la garnison de San Carlos, Morgan trouve la ville presque déserte à son arrivée. Les corsaires la pillent pendant trois mois et torturent les citadins qui tombent entre leurs mains pour leur faire avouer leurs cachettes. Morgan fait ensuite voile vers le sud et Gibraltar, dont les habitants refusent de se rendre. Le tir de barrage des canons de la ville tient les corsaires à distance. Il jette l'ancre au large et fait débarquer ses troupes par canoë. Leur assaut ne rencontre qu'une opposition limitée, la population ayant fui dans la jungle. Il passe cinq semaines à Gibraltar et ses hommes ont à nouveau recours à la torture pour accroître leur butin.
Afin d'empêcher Morgan de rentrer en Jamaïque, les Espagnols envoient une armée tenir le détroit qui relie le lac de Maracaibo à la mer des Caraïbes. Dirigée par Don Alonso del Campo y Espinosa, elle dispose de 126 canons et a également remis en état de défense le fort de San Carlos,. Espinosa est disposé à laisser passer les corsaires s'ils abandonnent son butin et ses esclaves, mais ceux-ci refusent après que Morgan leur a soumis cette offre et choisissent de se battre.

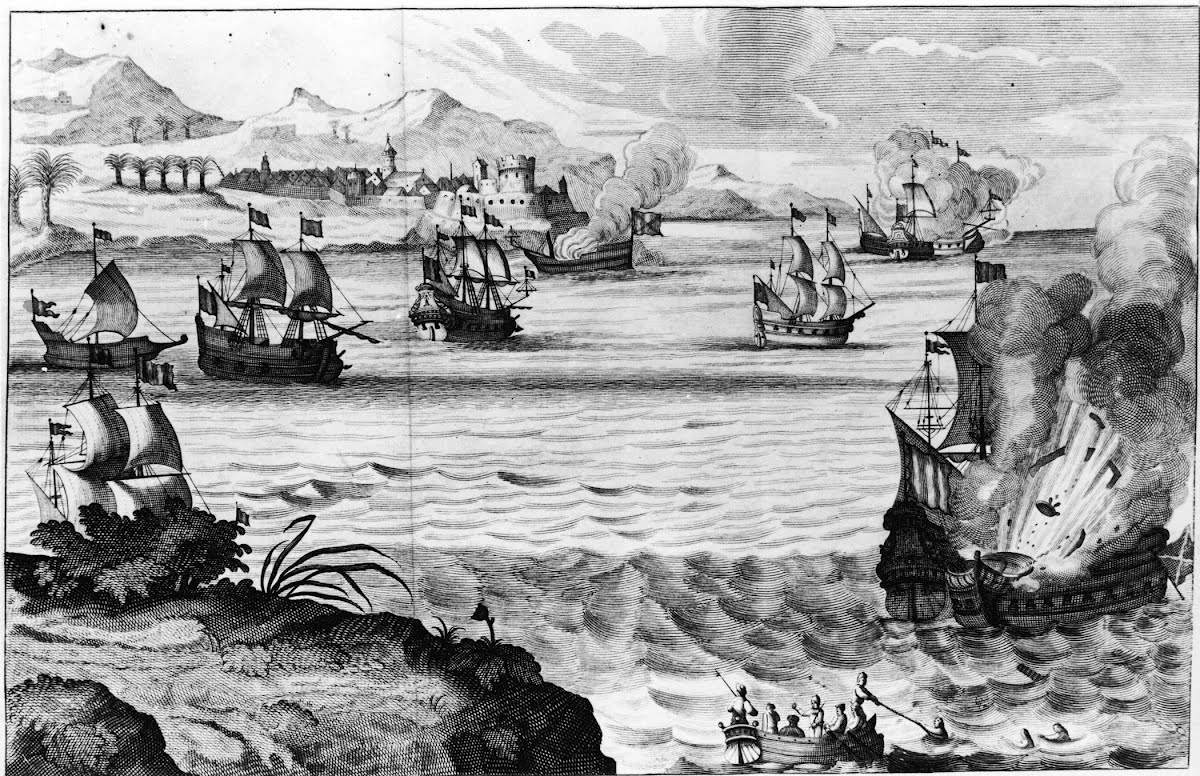
La destruction de la flotte espagnole.

Les corsaires passent à l'attaque le 1er mai 1669. Un brûlot est envoyé sur le navire amiral espagnol, la Magdalen, qui ne tarde pas à prendre feu, contraignant Espinosa à se réfugier à San Carlos. Le deuxième plus gros navire espagnol, la Soledad, est pris d'assaut par les corsaires, tandis que le troisième est envoyé par le fond. Néanmoins, les canons de San Carlos leur interdisent toujours le passage. Espinosa s'attendant à un débarquement, il les a fait pointer vers la terre ferme, ce qui donne une idée à Morgan. Les corsaires simulent un débarquement et lèvent l'ancre pour se laisser emporter par la marée, ne déployant leurs voiles qu'une fois hors de portée de tir, ce qui leur permet de rentrer à Port Royal sains et saufs avec leur butin. Celui-ci s'élève à 250 000 pesos, sans compter les marchandises et les esclaves.
En l'absence de Morgan, la politique étrangère de l'Angleterre a évolué et le roi Charles II se montre plus conciliant vis-à-vis de l'Espagne. Le corsaire est donc réprimandé par Modyford pour avoir outrepassé à nouveau sa lettre de marque, qui est révoquée. Néanmoins, aucun corsaire n'est inquiété,. Morgan investit une partie de ses bénéfices dans une deuxième plantation en Jamaïque de plus de 300 ha.

### Le sac de Panama (1670-1671)
En mars 1670, les navires espagnols passent à l'attaque dans les Caraïbes sur ordre de la régente Marie-Anne d'Autriche. Le gouverneur Modyford accorde une nouvelle lettre de charge à Morgan pour assurer la protection de la Jamaïque. Il fait voile vers le continent au mois de décembre à la tête d'une trentaine de navires et d'environ 2 000 hommes, soit l'armée de flibustiers la plus importante jamais vue jusqu'alors dans la région, signe de la célébrité dont il jouit.

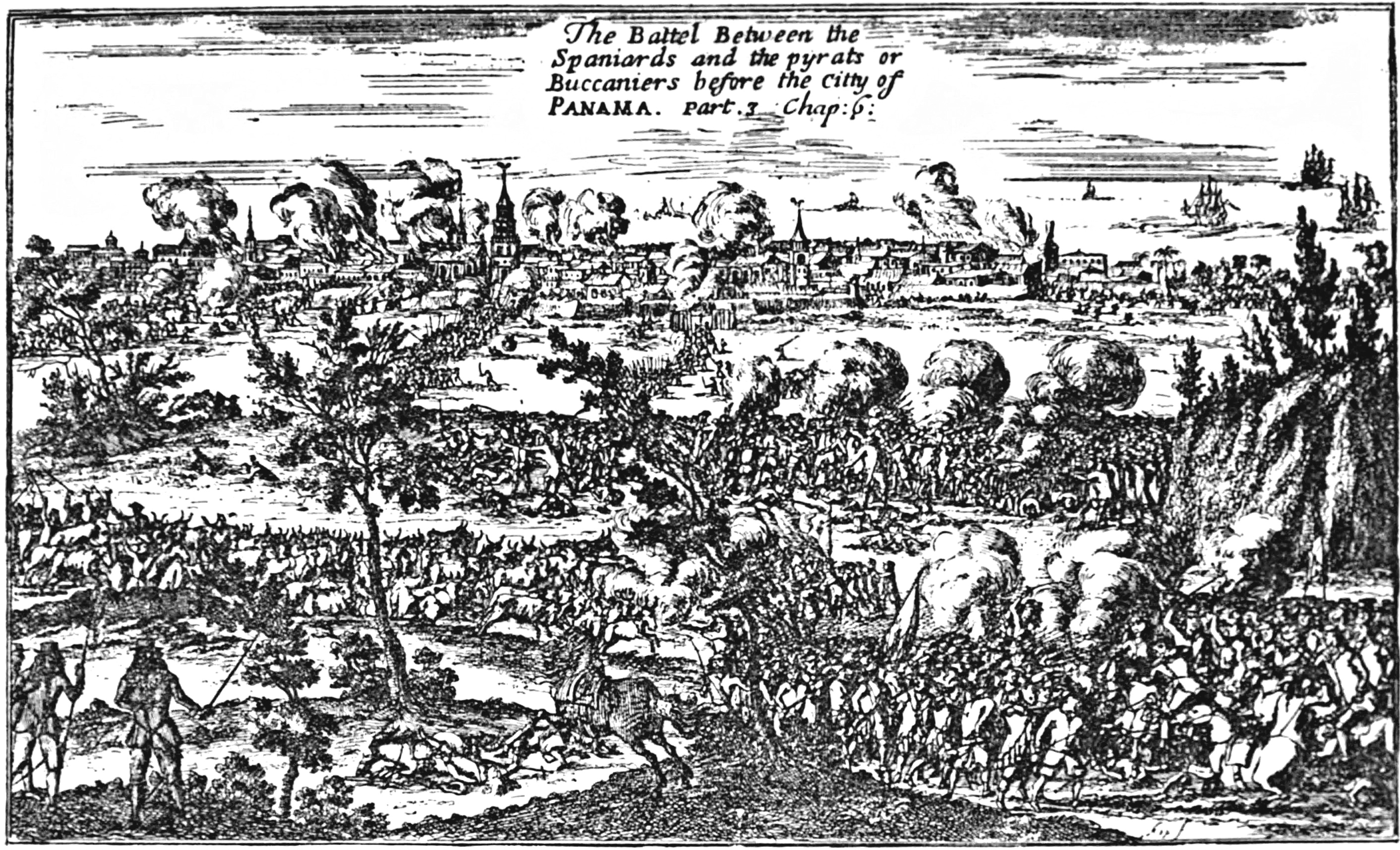
La bataille de Mata Asnillos.

Après s'être emparé de l'île de la Providence et de l'île Santa Catalina, Morgan fait voile vers Chagres, le port d'où les navires chargés de richesses partent pour l'Espagne. Les corsaires s'emparent de la ville et occupent le fort San Lorenzo pour protéger leur ligne de repli. Morgan remonte ensuite le río Chagres et se dirige vers la ville de Panamá, sur le littoral de l'océan Pacifique. Alerté, le gouverneur du Panama envoie des troupes pour leur tendre des embuscades, mais les corsaires leur échappent sans peine dans la jungle et les marais. Ils arrivent devant Panamá le 27 janvier 1671 et passent à l'attaque le lendemain. Face à eux se trouvent 1 200 fantassins et 400 cavaliers espagnols peu expérimentés,. La bataille de Mata Asnillos se solde par une déroute pour les Espagnols, qui perdent entre 400 et 500 hommes contre seulement 15 corsaires,.
Ayant juré de détruire la ville en cas de défaite, le gouverneur du Panama fait mettre le feu aux barils de poudre placés autour des bâtiments en bois. L'incendie, qui dure jusqu'au lendemain, n'épargne qu'une poignée de constructions en pierre. La majeure partie des richesses de Panamá sont aussi détruites, hormis celles emportées par bateau avant l'arrivée des corsaires. Ces derniers restent sur place pendant trois semaines pour y récolter autant de butin qu'ils le peuvent. Celui-ci s'élève entre 140 000 et 400 000 pesos, mais les corsaires sont si nombreux que chacun ne touche qu'une somme réduite, ce qui cause un certain mécontentement dans les rangs. Exquemelin accuse Morgan d'avoir accaparé la majeure partie du butin,. Il reçoit un accueil chaleureux de la population de Port Royal à son retour en Jamaïque, le 12 mars, ainsi que les félicitations du gouvernement de l'île.

### Arrestation et libération (1672-1675)
En l'absence de Morgan, la Jamaïque apprend (en mai ou juin 1671) la signature du traité de Madrid entre l'Angleterre et l'Espagne,. Il met officiellement un terme à la guerre anglo-espagnole de 1654-1660 et vise à pacifier les Caraïbes en révoquant toutes les lettres de marque en vigueur. Le gouverneur Modyford est arrêté et envoyé en Angleterre par son remplaçant Thomas Lynch. La destruction de la ville de Panamá, qui survient après la signature du traité, menace de relancer le conflit entre les deux pays. Pour apaiser la situation, Charles II et son secrétaire d'État Henry Bennet ordonnent l'arrestation de Morgan, qui est renvoyé en Angleterre en avril 1672.
Morgan pourrait avoir été incarcéré à la Tour de Londres, mais il est plus probable qu'il soit resté libre durant son séjour à Londres. Il n'est jamais officiellement inculpé, mais témoigne de manière informelle devant la Commission du commerce pour souligner qu'il n'était pas au courant de la signature du traité de Madrid au moment de l'attaque sur Panamá. La situation politique tourne en sa faveur. Bennet lui demande d'écrire un mémorandum pour le roi sur l'amélioration des défenses de la Jamaïque. Mécontents de Lynch, le roi et ses conseillers décident en janvier 1674 de le remplacer par John Vaughan et d'envoyer Morgan avec lui en tant que gouverneur adjoint. Il est fait chevalier (Knight Bachelor) en novembre 1674 et c'est à cette occasion que son prénom gallois Harri est anglicisé en Henry. Vaughan et Morgan quittent l'Angleterre deux mois plus tard pour se rendre en Jamaïque. Ils sont accompagnés par Modyford, libéré de la Tour de Londres et nommé juge en chef de Jamaïque,. Leur navire, le Jamaica Merchant, s'échoue sur les récifs de l'Île-à-Vache. Équipage et passagers sont brièvement coincés sur l'île jusqu'à ce qu'un navire marchand de passage ne les secoure.

### Morgan en Jamaïque (1675-1688)
Les relations entre Vaughan et Morgan sont mauvaises. Le gouverneur n'apprécie guère le comportement de son adjoint, qui aime boire et jouer dans les tavernes de Port Royal. Bien qu'il ait reçu l'ordre de mettre un terme aux activités des flibustiers dans les eaux jamaïcaines, Morgan continue à entretenir de bonnes relations avec plusieurs capitaines pirates et les laisse mouiller à leur guise à Port Royal en échange de pots-de-vin. S'il ne peut émettre lui-même de lettres de marque, lui et son beau-frère Robert Byndloss (en) encouragent les flibustiers à en demander une au gouverneur français de l'île de la Tortue, une commission leur revenant pour chaque lettre signée,.
En juillet 1676, Vaughan accuse publiquement Morgan de collaboration avec les Français pour nuire aux intérêts espagnols dans la région. Morgan affirme qu'il s'agit de contacts purement diplomatiques. La situation n'évolue pas jusqu'au rappel de Vaughan, au début de l'année 1678. Morgan assure le gouvernement de l'île jusqu'à la nomination de son successeur, Charles Howard, au mois de juillet,. Il s'implique activement dans la défense de l'île contre la montée en puissance française dans les Caraïbes : il déclare la loi martiale à deux reprises, en 1678 et 1680, renforce les fortifications de Port Royal et augmente le nombre de canons,.
En tant que propriétaire de trois grandes plantations, Morgan dirige trois expéditions contre les Marrons de Juan de Serras (en) dans les années 1670 et 1680. Les esclaves en fuite se réfugient dans les hauteurs des Blue Mountains, hors de sa portée, et il n'est pas en mesure de capturer de Serras ou de soumettre les Marrons.
La situation de Morgan sur la scène politique jamaïcaine se dégrade au tournant des années 1680. Sa complaisance à l'égard des pirates et son opposition au commerce des esclaves espagnols lui attirent l'inimitié des planteurs de l'île et des marchands d'esclaves. Thomas Lynch est à nouveau nommé gouverneur de la Jamaïque en juillet 1681 et Morgan perd sa charge de gouverneur adjoint,. Ses partisans et lui sont exclus du conseil en octobre 1683. Il prend mal la situation et se met à boire davantage, ce qui n'est pas sans conséquences sur sa santé,.
La fortune lui sourit à nouveau avec l'arrivée d'un nouveau gouverneur en décembre 1687. Christopher Monck, avec qui il s'était lié d'amitié à Londres, partage les mêmes intérêts et les mêmes opinions politiques que Morgan. Monck obtient que l'ancien pirate retrouve un siège au conseil en juillet 1688, mais Morgan est trop malade pour siéger. Le médecin personnel du gouverneur, Hans Sloane, l'examine et lui diagnostique un œdème ; il lui recommande de réduire sa consommation d'alcool, une recommandation ignorée par son patient. Sloane le décrit comme « maigre, au teint cireux, les yeux un peu jaunâtres et le ventre légèrement proéminent ».

### Mort
Henry Morgan meurt dans sa résidence de Lawrencefield (en), près de Port Maria, le 25 août 1688. Le gouverneur Monck lui offre des obsèques nationales et son corps est exposé à Port Royal pour que la foule puisse saluer sa mémoire, y compris les pirates qui bénéficient à cette occasion d'une amnistie. Il est enterré au cimetière de Palisadoes (en) au son de 22 coups de canon tirés par les navires ancrés au port,.
La fortune personnelle de Morgan à sa mort est estimée à 5 263 livres. Dans son testament, il lègue ses trois plantations et ses 131 esclaves à son épouse. Comme ils n'ont pas eu d'enfants, ces biens doivent ensuite passer à ses neveux, les fils de son beau-frère Robert Byndloss, à condition qu'ils changent de nom de famille pour Morgan.
Le 7 juin 1692, un séisme frappe Port Royal (en). Les deux tiers de la ville s'enfoncent dans le port de Kingston, dont le cimetière de Palisadoes. Le corps de Henry Morgan n'a jamais été retrouvé.

## Postérité
Henry Morgan est l'un des plus célèbres pirates des Caraïbes. Il doit en grande partie sa notoriété au portrait que dresse de lui Alexandre-Olivier Exquemelin, son ancien barbier chirurgien, dans son Histoire d'avanturiers qui se sont signalez dans les Indes, parue en 1678. Ce portrait d'un « scélérat cruel et sans scrupules », qui n'hésite pas à avoir recours à la torture, est coloré par la rancune qu'il ressent vis-à-vis du capitaine au sujet du butin du sac de Panamá. Les historiens ultérieurs sont influencés par la vision d'Exquemelin et proposent souvent des versions pleines d'erreurs de sa biographie, allant jusqu'à le faire mourir enfermé à la Tour de Londres.
Plusieurs œuvres de fiction s'inspirent de la vie de Morgan. C'est le cas des romans Le Capitaine Blood de Rafael Sabatini (1922) et La Coupe d'or, premier roman de John Steinbeck (1929). Les légendes autour de son trésor jouent aussi un rôle dans le roman Vivre et laisser mourir de Ian Fleming (1954) et le poème « Captain Stratton's Fancy » de John Masefield (1920). Au cinéma, Morgan est le sujet des films Capitaine Blood (1935), Le Cygne noir (1942), Barbe-Noire le pirate (1952), Capitaine Morgan (1961), Les Corsaires de Tortuga (en) (1961) et Le Corsaire noir (1976). Il apparaît également dans les jeux vidéo Sid Meier's Pirates! (2004) et Age of Pirates 2: City of Abandoned Ships (en) (2009) et a donné son nom à Captain Morgan, une marque de rhum créée en 1944 par l'entreprise canadienne Seagram.